# Douglas Booth
Douglas John Booth (ur. 9 lipca w 1992 w Londynie) − brytyjski aktor i model.

## Życiorys

### Wczesne lata
Urodził się w Londynie jako syn Vivien (z domu De Cala), artystki o hiszpańskich i duńskich korzeniach i Simona Bootha, angielskiego pracownika firmy Citigroup i działu przesyłek finansów Deutsche Bank. Wychowywał się ze starszą siostrą Abigail. Kiedy miał dziesięć lat wraz z rodzicami przeprowadził się do Sevenoaks, w zachodnim hrabstwie Kent. Uczęszczał tam do niepublicznej szkoły dla chłopców Solefield School, gdzie nauczył się gry na trąbce. Miał trudności w szkole z powodu dysleksji. Później uczył się w anglikańskiej Bennett Memorial Diocesan School w Royal Tunbridge Wells i niepublicznej Lingfield Notre Dame School w Lingfield, w Surrey.

### Kariera
W wieku dwunastu lat zainteresował się teatrem, występując w szkolnym przedstawieniu Oresteja. Mając trzynaście lat związał się z National Youth Music Theatre. Jako 15-latek podpisał kontrakt z Curtis Brown Literary & Talent Agency. 
Rozpoczął swoją karierę ekranową w filmie fantasy Hunters of the Kahri (2006) jako Sagar. Potem zagrał postać Seftona Oldknowa w dramacie przygodowym fantasy Juliana Fellowesa Od czasu do czasu (From Time to Time, 2009) u boku Maggie Smith, Alexa Etela i Timothy Spalla.
W latach 2009–2010 pracował jako model podczas sesji dla brytyjskiej marki Burberry z Emmą Watson.
W biograficznym dramacie muzycznym BBC Two Kłopotliwy chłopak (Worried About the Boy, 2010) w reżyserii Juliana Jarrolda wcielił się w postać kontrowersyjnego wokalisty grupy Culture Club, Boya George’a. Znalazł się w obsadzie dwóch adaptacji brytyjskiej stacji telewizyjnej BBC: Filary Ziemi (2010) z Ianem McShane, Rufusem Sewellem i Matthew Macfadyenem wystąpił jako Eustachy IV z Boulogne oraz Wielkie nadzieje (Great Expectations, 2011) jako Philip „Pip” Pirrip. Po udziale w komedii LOL (2012) z Demi Moore i Miley Cyrus, został obsadzony jako Romeo Monteki w ekranizacji sztuki szekspirowskiej Romeo i Julia (Romeo & Juliet, 2013). Był Semem w starotestamentowym filmie Noe: Wybrany przez Boga (2014) w reżyserii Darrena Aronofsky’ego z Russellem Crowe. W biograficznym dramacie Brud (The Dirt, 2019) zagrał basistę zespołu Mötley Crüe, Nikki’ego Sixxa.

## Filmografia

### Filmy
- 2009: Od czasu do czasu jako Sefton
- 2012: LOL jako Kyle Ross
- 2012: Geography of the Hapless Heart jako Sean
- 2013: Romeo i Julia jako Romeo
- 2014: Noah jako Shem
- 2014: Klub dla wybrańców jako Harry Villiers
- 2015: Jupiter: Intronizacja jako Titus Abrasax
- 2016: Duma i uprzedzenie i zombie jako pan Bingley
- 2016: The Limehouse Golem jako Dan Leno
- 2017: Twój Vincent jako Armand Roulin
- 2017: Mary Shelley jako Percy Bysshe Shelley
- 2019: Brud (The Dirt) jako Nikki Sixx

### Telewizja
- 2010: Worried About the Boy jako Boy George
- 2010: Filary Ziemi jako Eustachy IV
- 2011: Christopher and His Kind jako Heinz Neddermayer
- 2011: Great Expectations jako Philip „Pip” Pirrip
- 2012: In Love with Dickens, jako Ham Peggotty
- 2015: I nie było już nikogo jako Anthony Marston